# Melchior de Marion Brésillac
Il venerabile Melchior-Marie-Joseph de Marion Brésillac (Castelnaudary, 2 dicembre 1813 – Freetown, 25 giugno 1859) è stato un missionario e vescovo cattolico francese, fondatore della Società delle missioni africane.

## Biografia
Fu ordinato sacerdote nel 1838 per la diocesi di Carcassonne e esercitò il ministero pastorale nella parrocchia di Saint Michel a Castelnaudary. Mentre viveva impegnato nelle varie attività della parrocchia, sentì l’appello del Signore che lo chiamava a donarsi per la vita alle missioni estere. Compì il dovuto discernimento e decise di diventare missionario. Scelse la Società per le Missioni Estere di Parigi. Superate alcune resistenze da parte del suo vescovo e di suo padre, giunse a Parigi nel giugno del 1841. Si preparò alla missione per nove mesi e fu inviato nel vicariato apostolico di Pondicherry, nel sud-est dell’India.
Il missionario de Brésillac giunse in India il 24 giugno 1842. Terminato un tempo di formazione alla lingua e agli usi locali, fu destinato alla missione di Salem. Dopo solo alcuni mesi, diventò superiore del seminario di Pondicherry.
Il 4 ottobre 1846 fu ordinato vescovo titolare di Prusa e incaricato della missione di Coimbatore che diventerà vicariato apostolico nel 1850.
Si dedicò alla cura pastorale dei cristiani, aiutò i poveri, fu attento ai malati e ai disoccupati, s’impegnò fortemente per la formazione del clero locale. La divisione della popolazione in caste e il comportamento verso gli usi locali erano motivo di divergenze tra i missionari. Il vescovo de Brésillac desiderava maggiore chiarezza. La situazione esistente costituiva un serio problema per la sua coscienza. Questa difficoltà, unita ad alcuni conflitti personali locali, lo portò a dimettersi dall’incarico. Papa Pio IX accolse le sue dimissioni il 16 marzo 1855.
Rientrato in Europa, de Brésillac volle continuare l’impegno missionario. Decise di offrirsi per una missione in Africa, andando verso i popoli più abbandonati. Nel 1856, presentò alla Santa Sede un progetto per l’apertura di una missione nel Dahomey, l’attuale Benin. Il progetto fu preso in considerazione, ma gli fu chiesto di fondare una società di missionari. L’8 dicembre 1856, nel santuario di Nostra Signora di Fourvière a Lione, de Brésillac, con i primi sei compagni, consacrò alla Madonna la Società delle Missioni Africane (SMA).
La Congregazione di Propaganda Fide, giudicando il clima del Dahomey troppo inospitale, preferì assegnare alla neonata Società delle missioni africane l'evangelizzazione della Sierra Leone. Il 13 aprile 1858 Marion Brésillac venne nominato vicario apostolico della Sierra Leone. Nel novembre del 1858 tre missionari della Società partirono per la Sierra Leone. Successivamente, il vescovo de Brésillac e altri due missionari partirono per Freetown e arrivarono il 14 maggio 1859. In quel periodo imperversava in città una grave epidemia di febbre gialla che mieteva molte vittime, specialmente tra gli europei. Anche il vescovo ne fu colpito insieme ai suoi confratelli. Su sei che erano, cinque caddero malati. Uno fu rinviato in Francia. Il vescovo fondatore della Società delle missioni africane morì all'età di 45 anni il 25 giugno 1859. Gli altri quattro missionari morirono nello stesso mese. La Sierra Leone rimase senza alcun missionario.
A Lione, sede della Società delle missioni africane i confratelli rimasti decisero di continuare, nonostante la tragedia. Nel 1861 le partenze dei missionari ripresero e continuano fino a oggi. Circa 4000 missionari sono stati membri della Società delle missioni africane. Attualmente, la Società delle missioni africane ha circa 900 missionari originari di vari paesi di Europa, dell’America, dell’Asia e dell’Africa. Essi operano in diciassette paesi africani. La Società delle missioni africane è una società di vita apostolica composta da sacerdoti e fratelli coadiuvati da gruppi di laici associati.
Il 27 maggio 2020 sono state riconosciute le virtù eroiche di Melchior-Marie de Marion Brésillac, che ha quindi ricevuto dalla Chiesa cattolica il titolo di venerabile.

## Genealogia episcopale
La genealogia episcopale è:
- Cardinale Guillaume d'Estouteville, O.S.B.Clun.
- Papa Sisto IV
- Papa Giulio II
- Cardinale Raffaele Sansone Riario
- Papa Leone X
- Papa Paolo III
- Cardinale Francesco Pisani
- Cardinale Alfonso Gesualdo di Conza
- Papa Clemente VIII
- Cardinale Pietro Aldobrandini
- Cardinale Laudivio Zacchia
- Cardinale Antonio Barberini, O.F.M.Cap.
- Cardinale Marcantonio Franciotti
- Cardinale Giambattista Spada
- Cardinale Carlo Pio di Savoia
- Arcivescovo Giacomo Palafox y Cardona
- Cardinale Luis Manuel Fernández de Portocarrero-Bocanegra y Moscoso-Osorio
- Patriarca Pedro Portocarrero y Guzmán
- Vescovo Silvestre García Escalona
- Vescovo Julián Domínguez y Toledo
- Vescovo Pedro Manuel Dávila Cárdenas
- Arcivescovo Domingo Pantaleón Álvarez de Abreu
- Arcivescovo Manuel José Rubio y Salinas
- Vescovo Manuel de Matos, O.F.M.Disc.
- Vescovo Juan de La Fuente Yepes
- Vescovo Pierre Brigot, M.E.P.
- Vescovo Luigi (Luigi Maria di Gesù) Pianazzi, O.C.D.
- Vescovo Antonio (Pietro d'Alcántara di San Antonio) Ramazzini, O.C.D.
- Vescovo Paolo Antonio (Raimondo di San Giuseppe) Boriglia, O.C.D.
- Vescovo Louis-Charles-Auguste Hébert, M.E.P.
- Vescovo Clément Bonnand, M.E.P.
- Vescovo Melchior de Marion Brésillac, S.M.A.